# Årvången
Årvången er i nordisk mytologi en af de to heste der trækker solen over himlen (de har flere navne).
| Nordisk mytologi | Spire Denne artikel om nordisk religion og mytologi er en spire som bør udbygges. Du er velkommen til at hjælpe Wikipedia ved at udvide den. |